# Pseudodracontium latifolium
Pseudodracontium latifolium är en kallaväxtart som beskrevs av Serebryanyi. Pseudodracontium latifolium ingår i släktet Pseudodracontium och familjen kallaväxter.
Artens utbredningsområde är Thailand. Inga underarter finns listade.